# Pseudocatharylla gioconda
Pseudocatharylla gioconda là một loài bướm đêm trong họ Crambidae.